# Mikel Mateos
Mikel Mateos (Ciudad de México, 1997) es un actor de televisión mexicano conocido por sus roles de Gabriel Dueñas en la producción de Me declaro culpable de Televisa del 2017, después siguió interpretando a Plácido en la serie Preso No. 1 y su más reciente papel fue en Buscando a Frida interpretando a Tomás Terán, estas dos últimas producciones de Telemundo.

## Filmografía

### Televisión
| Año       | Título                | Rol                                  |
| --------- | --------------------- | ------------------------------------ |
| 2021      | Buscando a Frida      | Tomás Terán Pons                     |
| 2019      | Preso No. 1           | Plácido                              |
| 2017-2018 | Me declaro culpable   | Gabriel Dueñas Castillo              |
| 2017      | Mi adorable maldición | Rodrigo Villavicencio Solana (joven) |
| 2012-2014 | Como dice el dicho    | Varios episodios                     |
| 2008-2014 | La rosa de Guadalupe  | Varios episodios                     |
| 2009      | Sortilegio            | Alejandro Lombardo (niño)            |

### Cine
| Año  | Título       | Rol           |
| ---- | ------------ | ------------- |
| 2006 | Kilómetro 31 | Niño fantasma |